# Macchina dei sogni
La macchina dei sogni (dream machine) è un ipotetico dispositivo computerizzato che registra i sogni su dei supporti e li proietta su di un video.

## Primi studi
Uno studio giapponese del 2010, fatto dal Professor Yukiyasu Kamitani, al Laboratorio Computerizzato di Neuroscienze ATR (Computational Neuroscience Laboratories), con la cooperazione dell'Istituto di scienza e tecnologia NARA (Institute of Science and Technology) e dell'Istituto Nazionale dell'informazione e tecnologia della comunicazione (National Institute of Information and Communications Technology), sostiene come, attualmente (2014), possano essere visualizzati i sogni con una approssimazione del 50%.

## Film
Finora il dispositivo era stato presentato in alcuni racconti di fantascienza e in particolare in alcuni film:
- L'astronave degli esseri perduti del 1967

Il dispositivo presentato nel film L'astronave degli esseri perduti è una specie di semplice elettroencefalografo che legge le onde cerebrali e le trasforma in immagini. Nel film il dispositivo è usato per leggere e portare alla coscienza, immagini inconsce terrificanti e rimosse presenti nel soggetto ma non verbalmente descrivibili.
- Brainstorm generazione elettronica del 1981

Il dispositivo presentato nel film Brainstorm generazione elettronica è un casco collegato ad una complessa apparecchiatura computerizzata che digitalizza l'attività cerebrale e la registra su nastro. La registrazione digitalizzata su nastro può essere letta e rivissuta da qualsiasi altra persona. L'apparecchiatura potrebbe registrare anche i sogni, ma questo aspetto nel film non è trattato.
- Fino alla fine del mondo del 1991

Il dispositivo del film Fino alla fine del mondo è molto complesso, non legge soltanto le onde cerebrali ma analizza anche le reazioni biochimiche cioè legge gli engrammi della memoria, li digitalizza e quindi li proietta sul video. Inoltre è in grado di trasformare le immagini digitalizzate di nuovo in engrammi, direttamente nel cervello di un'altra persona, in modo che per esempio si può far vedere ad un cieco varie immagini, viste da un'altra persona.
- Inception del 2010

Il dispositivo presentato nel film Inception è contenuto in una valigetta e permette di condividere il sogno che una persona sta facendo, con altre persone, collegate per mezzo di un cavetto, allacciato al polso. Quando uno dei sognatori porta nel sogno la propria psicosi, il sogno si trasforma in un incubo, i sognatori vengono attaccati e se non si difendono, rischiano di morire nel sogno e non svegliarsi più nella realtà.